# 패턴 언어
패턴 언어(pattern language)는 전문 지식 분야에서 뛰어난 디자인 실례를 묘사하는 구조법으로, 건축가인 크리스토퍼 알렉산더에 의해 만들어진 신조어이다. 이 이론의 지지자들은 이 이론이 평범한 사람들이 매우 크고 복잡한 디자인 문제를 해결할 수 있게 해 준다고 주장한다.

## 개요
여러 단어들이 모여 한 문장이 되고, 여러 문장들이 모여 하나의 글이 되듯이, 여러 패턴이 모여 하나의 패턴 언어가 되어 사람들이 기분 좋다고 느끼는 환경에 대한 분석을 가능하게 한다. 크리스토퍼 알렉산더에 의하면 각각의 패턴은 세계 각국의 아름다운 도시 및 주거 공간에 공통적으로 적용되는 보편적인 것으로, 예전에는 누구나 알고 있었던 것이지만 급격한 근대화로 인한 현대 도시 계획이 진행되면서 점차 잊혀져 버린 것이라고 한다. 각각의 패턴은 현대 도시 계획의 발상과는 정반대의 발상을 갖고 있으며, 인간적 척도 요소가 중시되고 있다.
바람직한 사회 전체를 한 번에 설계 및 건설 하는 것은 불가능하지만, 각각의 패턴에 따라 하나 하나의 진행되는 과정에서 일종의 커뮤니티를 형성하여 간다. 이러한 각각의 패턴을 찾아내는 것은 해당 도시 및 주거 공간에 거주하는 주민 자신이며, 건축가는 그들이 패턴을 찾아가는 것을 도와주고, 실제 모양이 되도록 설계 및 시공 감리를 하는 역할을 맡는다.

## 같이 보기
- 디자인 패턴
- 마인드맵
- 풍수